# 扎斯塔瓦M57手槍
M57手槍，是由南斯拉夫生產的一種半自動手槍，是蘇聯製TT-33的仿製及改良型，由扎斯塔瓦武器公司（Zastava Arms）生產。

## 設計
M57的結構基本上仿自TT-33手槍；不過，M57使用9發彈匣，比原裝TT-33多了1發，故握把也稍長、準星不能調整，以及槍上的銘文和握把護片的字樣也與TT-33不同。

## 衍生型
- M57：普通型。
- M65：升級型。
- M70A：升級改進型。
- M88：9×19毫米魯格口徑出口版本。

## 採用
M57曾為南斯拉夫軍警單位的制式手槍，後來被CZ 99所取代，但至今仍可以在塞爾維亞一些軍營看到。
除了軍警單位使用外，民間也有人購買用作M57自衛武器的用途，當中以M57的9×19毫米魯格口徑出口版本，M88更甚；由美國的EAA公司獲授權生產，並製造了裝配.40 S&W口徑的改型。

## 使用國
- 賽普勒斯
- 北馬其頓
- 塞爾維亞
- 越南

### 前使用國
- 南斯拉夫